# NGC 5459
NGC 5459 est une galaxie lenticulaire située dans la constellation du Bouvier. Sa vitesse par rapport au fond diffus cosmologique est de 5 445 ± 18 km/s, ce qui correspond à une distance de Hubble de 80,3 ± 5,6 Mpc (∼262 millions d'al). NGC 5459 a été découverte par l'astronome américain Lewis Swift en 1887.
À ce jour, deux  mesures non basées sur le décalage vers le rouge (redshift) donnent une distance de 96,600 ± 10,465 Mpc (∼315 millions d'al), ce qui est à l'intérieur des valeurs de la distance de Hubble. Notons cependant que c'est avec la valeur moyenne des mesures indépendantes, lorsqu'elles existent, que la base de données NASA/IPAC calcule le diamètre d'une galaxie et qu'en conséquence le diamètre de NGC 5459 pourrait être d'environ 32,1 kpc (∼105 000 al) si on utilisait la distance de Hubble pour le calculer.